# Trinity Ellis
Trinity Ellis (ur. 28 kwietnia 2002 w Vancouver) – kanadyjska saneczkarka, olimpijka z Pekinu 2022.
Mieszka w Pemberton.

## Osiągnięcia

### Igrzyska olimpijskie
| Rok  | Miejsce | Jedynki | Sztafeta |
| ---- | ------- | ------- | -------- |
| 2022 | Pekin   | 14.     | 6.       |

### Mistrzostwa świata
| Rok  | Miejsce    | Jedynki | Jedynki-sprint | Jedynki mieszane | Sztafeta |
| ---- | ---------- | ------- | -------------- | ---------------- | -------- |
| 2019 | Winterberg | 29.     | 25. (q)        | nie rozgrywano   | -        |
| 2023 | Oberhof    | 18.     | 20. (q)        | nie rozgrywano   | 10.      |
| 2024 | Altenberg  | 14.     | 19. (q)        | nie rozgrywano   | -        |
| 2025 | Whistler   | 13.     | nie rozgrywano | 11.              | -        |

### Mistrzostwa Ameryki i Pacyfiku
| Rok  | Miejsce   | Jedynki |
| ---- | --------- | ------- |
| 2020 | Whistler  | 7.      |
| 2022 | Soczi     | 3.      |
| 2023 | Park City | 5.      |
| 2024 | Whistler  | 5.      |

#### Miejsca w klasyfikacji generalnej
| Sezon     | Miejsce |
| --------- | ------- |
| 2018/2019 | 39.     |
| 2019/2020 | 20.     |
| 2020/2021 | -       |
| 2021/2022 | 24.     |
| 2022/2023 | 24.     |
| 2023/2024 | 16.     |
| 2024/2025 | 25.     |